# شکوه (ئی‌پی)
«شکوه» (به انگلیسی: Glory) نخستین آلبوم چندآهنگهٔ رپر استرالیایی ایگی آزیلیا می‌باشد که به‌طور رایگان برای دانلود دیجیتالی در ۳۰ ژوئیهٔ سال ۲۰۱۲ از سوی گرند هاستل رکوردز منتشر گردید.